# Горепатово
Горепатово — деревня в Даниловском районе Ярославской области РФ. Находится в 37 км от Данилова в 6 км от автомобильной дороги Данилов-Шаготь на правом берегу реки Ухра. Главная и единственная улица деревни - Дубравная.
Почтовый индекс: 152092